# الکساندرا شفد
الکساندرا شفد (لهستانی: Aleksandra Szwed؛ زادهٔ ۸ اوت ۱۹۹۰) بازیگر و خواننده اهل لهستان است. وی از سال ۱۹۹۹ میلادی تاکنون مشغول فعالیت بوده‌است.
از فیلم‌ها یا مجموعه‌های تلویزیونی که وی در آن‌ها نقش داشته‌است، می‌توان به حالا یا هرگز!، خانواده جایگزین، پدر متیو، پرستار کودک، کلبه جنگلی و رنگ‌های خوشبختی اشاره نمود.